# Хаббе, Николай Франсуа
Ни́колай Франсуа Хаббе (дат.  Nicolai François Habbe; 8 апреля 1827, Копенгаген — 11 ноября 1889, Сидней) — датский художник-жанрист .

## Биография
Николай Хаббе был сыном российского консула в Хельсингёре, впоследствии секретаря дипломатической миссии в Неаполе Франсуа Жоржа Хаббе и Мари Элизабет Тегнер. Получил художественное образование в Датской королевской академии изящных искусств, куда поступил в октябре 1839 года. В стенах этой же академии в 1843 перешёл в школу модели, а в 1846 получил малую серебряную медаль за рисунок с живой модели. В 1859 он был удостоен премии Нойхаузена (Neuhausens præmie) за картину «Резервисты на марше в 1848» (музей Фредериксборга). По своему живописному стилю работы Хаббе напоминают работы Вильгельма Марстранда. Как художник, он многому учился у Марстранда. В 1860-е манера письма Хаббе стала напоминать импрессионистическую, какую Кройер и Туксен приобрели много позже, учась в студии Леона Бонна. В 1859-60 годах путешествовал по Италии, посетил Рим. В 1875 навсегда переехал в Австралию, где работал художником-декоратором и художником по стеклу.

## Выставки
Николай Хаббе выставлял свои работы на ежегодных весенних выставках в Шарлоттенборге в 1847-48, 1850-51, 1856, 1860, 1867, 1870 годах.

## Галерея работ Николая Хаббе

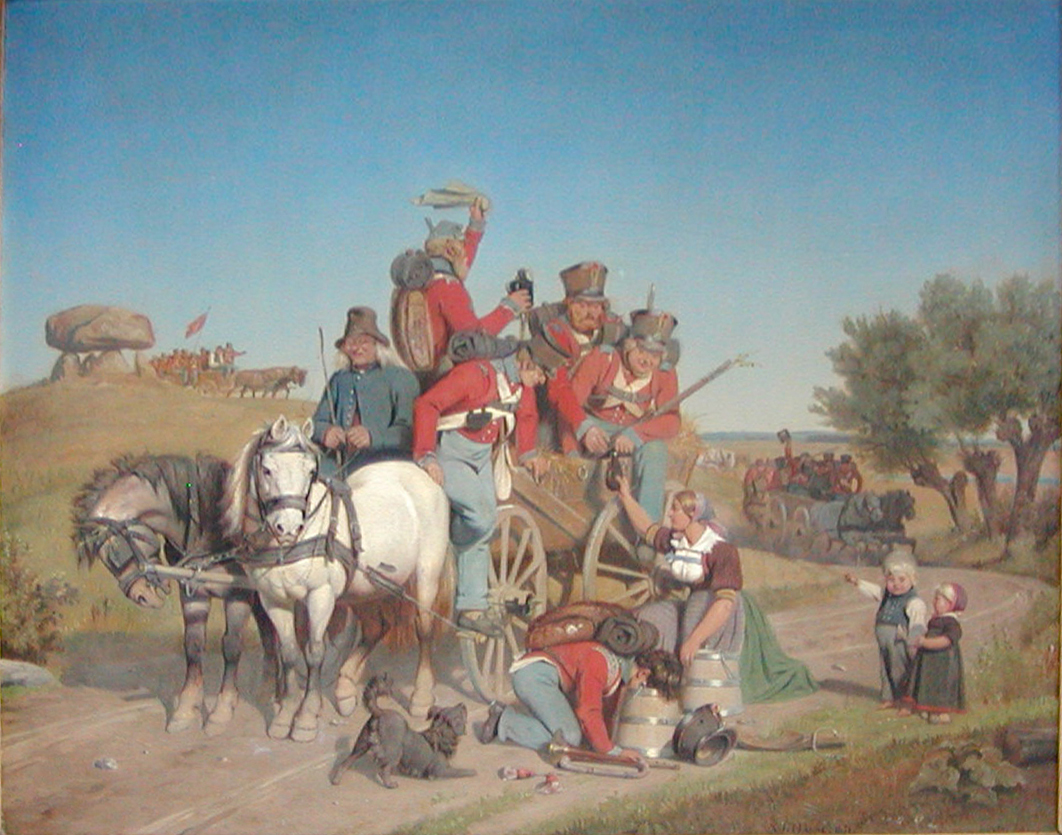
«Резервисты на марше в 1848»
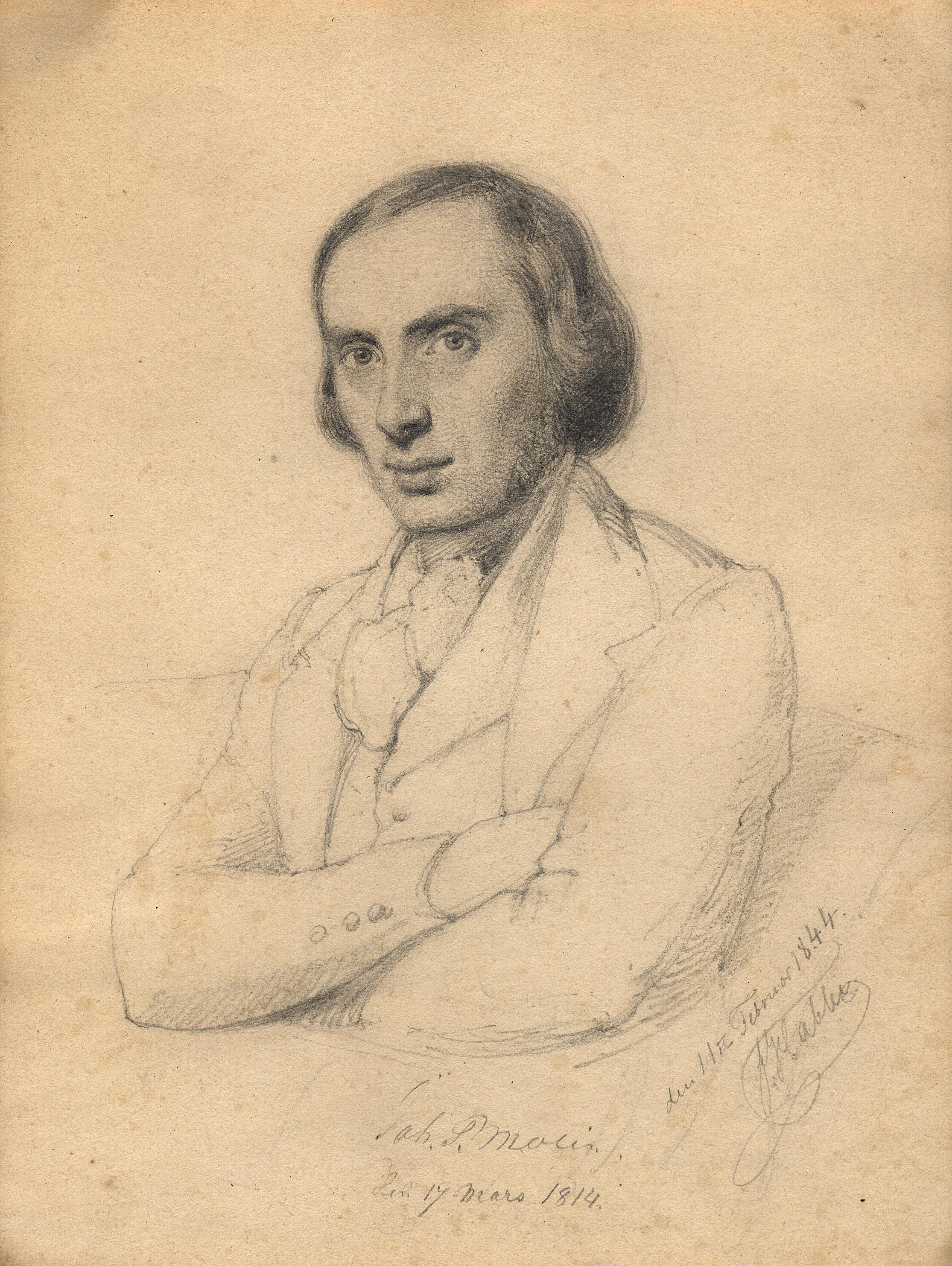
«Портрет скульптора Йохана Петера Молина. 1844 г.»
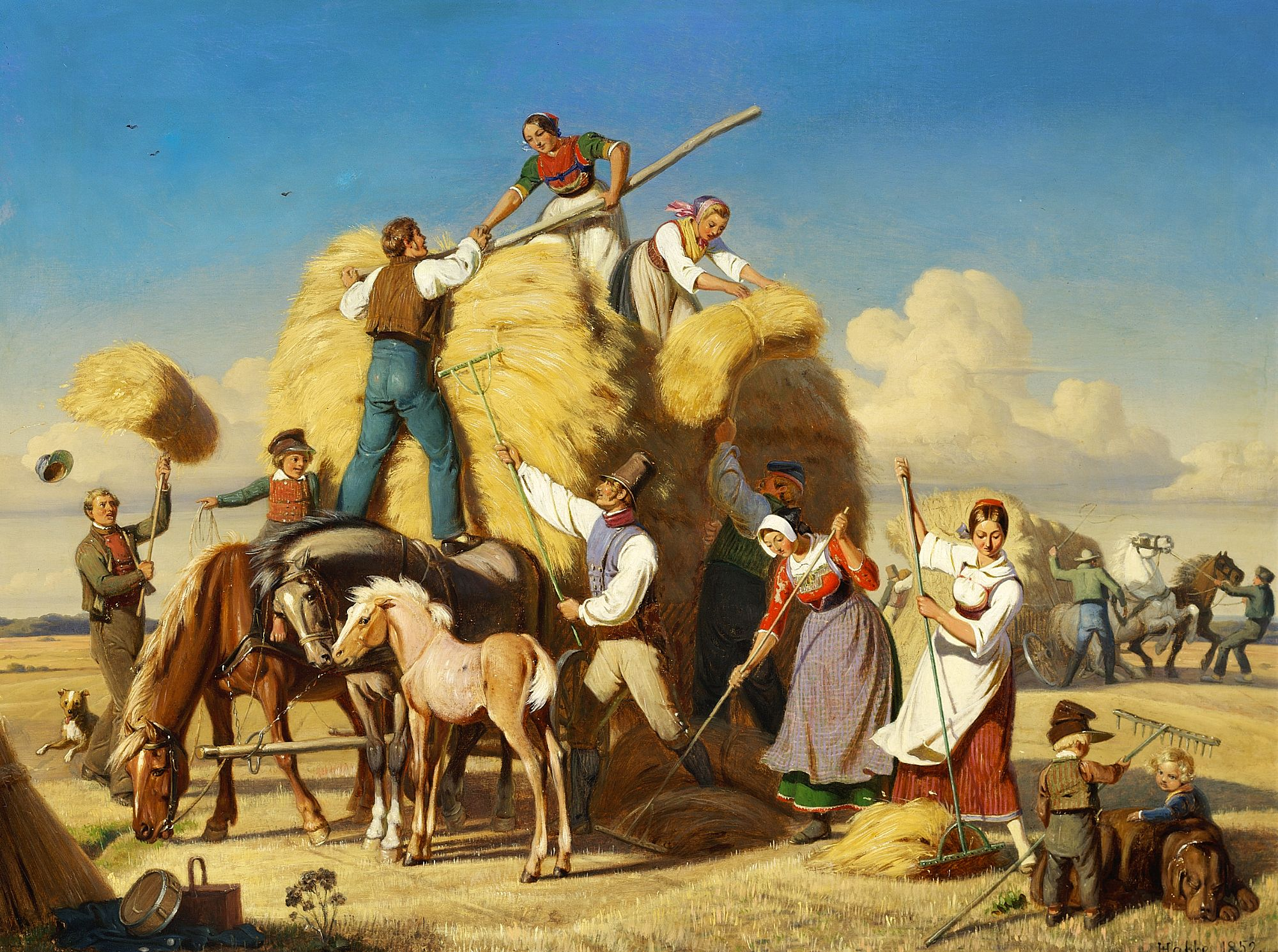
«Осенняя сцена», 1852 г.
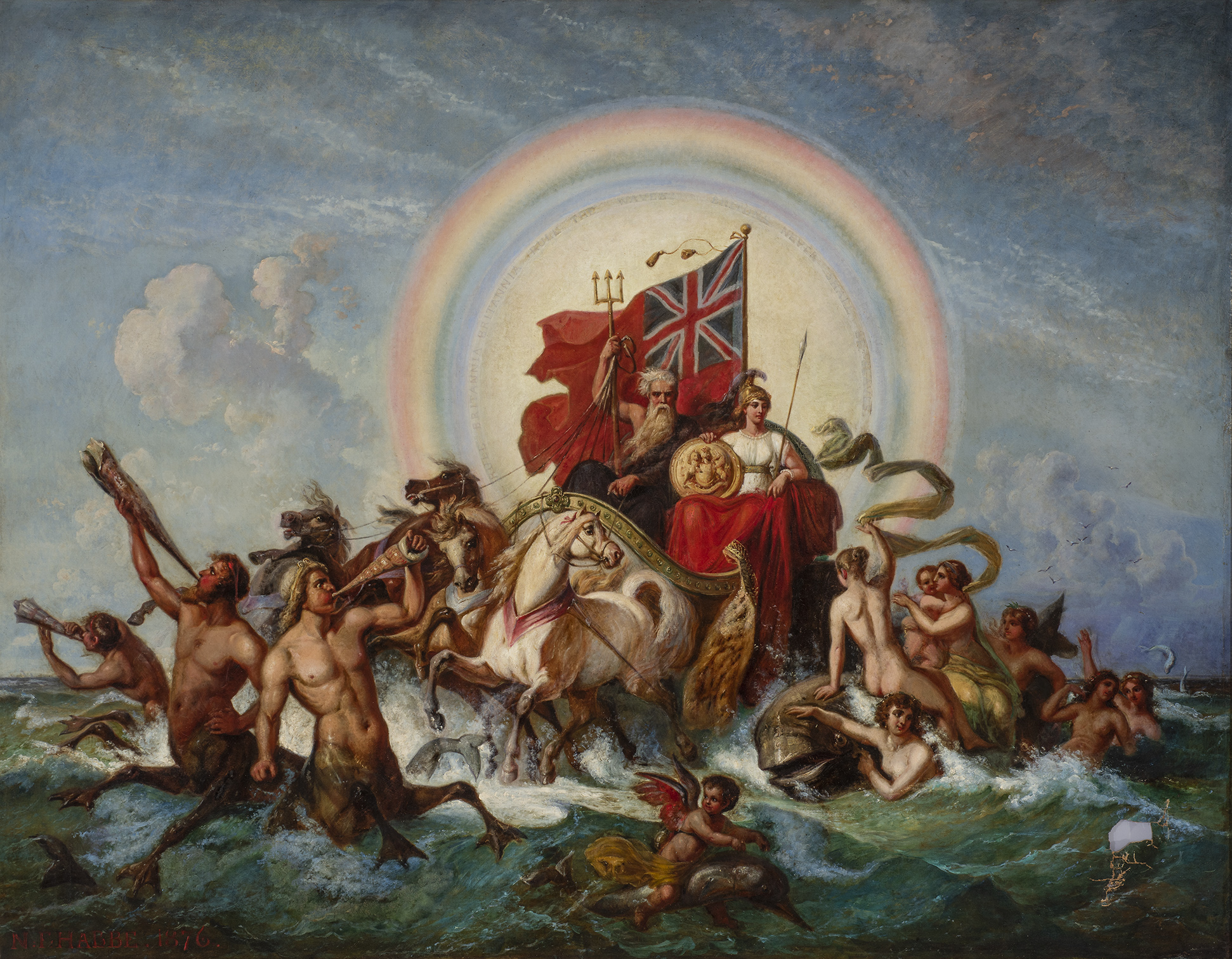
«Британия правит волнами», 1876 г.